# Nonius

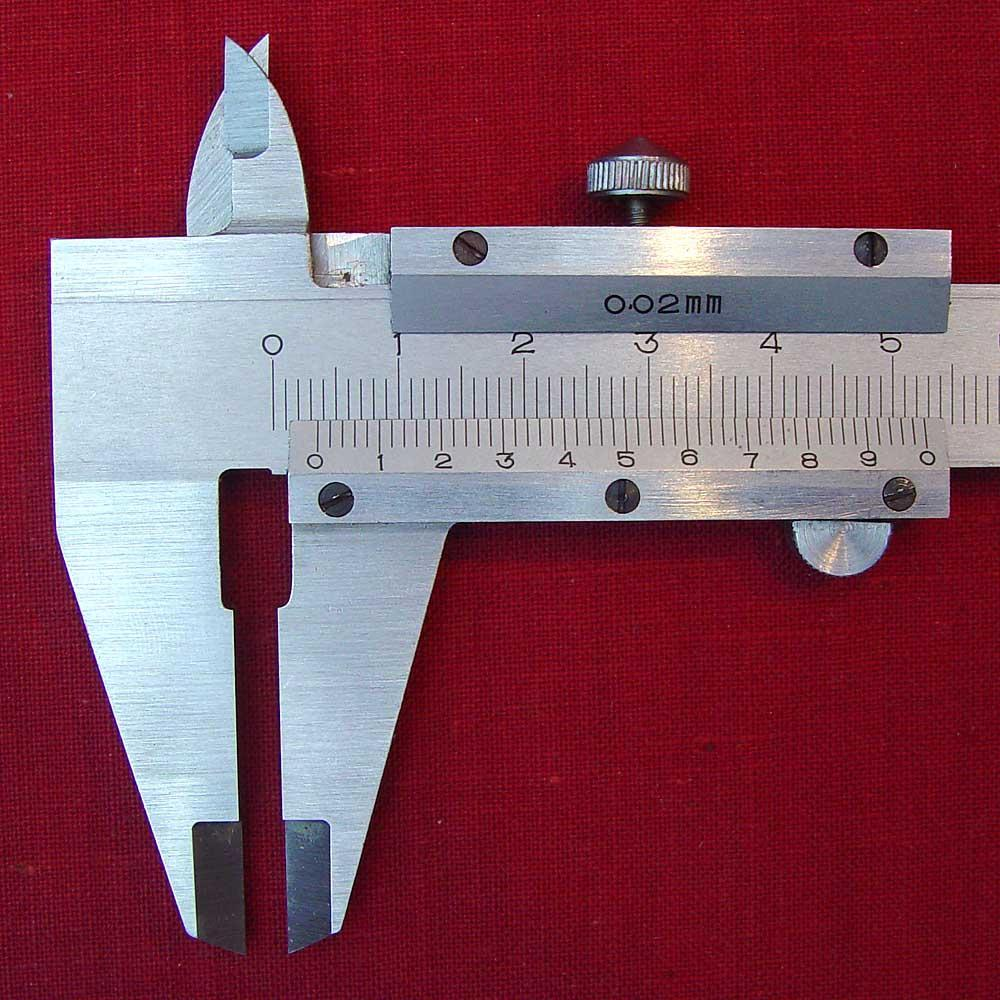
Bild 1: Messschieber mit Nonius

Der Nonius (benannt nach dem portugiesischen Mathematiker Nonius) ist eine bewegliche Längenskala zur Steigerung der Ablesegenauigkeit auf Messgeräten für Längen oder Winkel, beispielsweise auf einem Messschieber, einem Höhenreißer oder einem Maßstab zum Kartieren. Am Zeichenkopf eines Reißbrettes ist ebenfalls ein Nonius üblich, der an dieser Stelle zur genauen Messung von Winkeln dient. Gelegentlich werden auch Barometer an der Quecksilbersäule mit einer Nonius-Skala ausgestattet.

## Erfindung und Benennung
Die Noniusskala wurde 1631 durch den französischen Mathematiker Pierre Vernier (1580–1637) eingeführt, nach dem sie auch in vielen Ländern benannt wird (zum Beispiel englisch vernier scale oder vernier, französisch le vernier).
Die in deutschsprachigen und anderen Ländern übliche Bezeichnung Nonius geht auf den latinisierten Namen Petrus Nonius des portugiesischen Astronomen, Mathematikers und Geografen Pedro Nunes (1502–1578) zurück. Nunes hatte eine komplizierte Vorrichtung zur genaueren Ablesung von Winkeln erfunden, aus der nach mehreren Weiterentwicklungen das einfachere Modell von Vernier hervorging.

## Methode

### Prinzip

Animation: Ablesen des Wertes 24,7 mm auf einem Messschieber mit Nonius:
Die Ablesemarke steht zwischen 24 und 25 mm. Der genauere Wert 24 + 0,7 mm ergibt sich dadurch, dass erst die siebte Marke des Nonius einer Marke des Maßstabs exakt gegenüberliegt.

Längenskalen können sowohl aus herstellungstechnischen als auch aus Gründen der Ablesbarkeit nicht beliebig fein unterteilt werden. Bei beliebig feinen Unterteilungen ließen sich einzelne Teilstriche mit bloßem Auge nicht mehr sicher erkennen bzw. voneinander unterscheiden. Beispielsweise werden Stahlmaßstäbe i. d. R. nicht feiner als mit 0,5 mm unterteilt.
Demgegenüber kann das menschliche Auge jedoch sehr gut erkennen, ob zwei Teilstriche miteinander fluchten, also sich genau gegenüberliegen, oder aber Versatz zueinander aufweisen. Theoretisch setzt hierbei nur das Auflösungsvermögen des menschlichen Auges von ca. 0,05 mm (bei üblichen Ableseabständen) Grenzen.
Diese Eigenschaft des Auges macht man sich beim Nonius zunutze. Hierbei wird der festen Hauptskala eine um einen bestimmten Faktor verkürzte bewegliche Noniusskala gegenübergestellt. Die Noniusskala ist gegenüber der Hauptskala so verkürzt, dass für jede Position der Nonius- gegenüber der Hauptskala immer nur ein einziger Noniusteilstrich einem Hauptskalenteilstrich gegenüberliegen kann.
Zur Abnahme des zu messenden Maßes wird die Noniusskala gegenüber der Hauptskala verschoben (z. B. durch Anlegen/Anfahren der Messschenkel eines Messschiebers an den Messkörper).
Bei Ablesung wird zuerst der ganzzahlige Wert der Hauptskala bestimmt, welcher unmittelbar vor dem Nullstrich der Noniusskala liegt. Als Nächstes wird an der Noniusskala abgelesen, welcher Noniusteilstrich am besten mit einem Hauptskalenteilstrich fluchtet. Der zugehörige Noniusskalenwert ist zum bereits abgelesenen ganzzahligen Wert der Hauptskala zu addieren.
Mit einem Nonius können deutlich kleinere Teillängen abgelesen werden als die Teilung der Hauptskala erlauben würde.
Wird sich an einer ungefähren Auflösegrenze des menschlichen Auges von 0,05 mm orientiert, können bei feinen Skalenstrichen bereits relativ ungeübte Ableser auf mindestens 0,1 mm sicher ablesen. Mit Übung und/oder durch zusätzliche Hilfsmittel zur Unterstützung des Auges (z. B. Ableselupe) können auch kleinere Abstände/Teilungen abgelesen werden (z. B. 0,02 mm).
Die Messgenauigkeit ist üblicherweise neben oder auf dem Nonius vermerkt (z. B. 1/20 mm); hinzu kommt der Ablesefehler in der gleichen Größenordnung.

### Beispiel

Bild 2: Nonius, Ausschnitt aus Bild 1

Bild 2 zeigt eine Vergrößerung des Nonius des Messschiebers in Bild 1. Der Ablesewert beträgt 3,58 mm. Dabei werden die 3 mm an der oberen Skala abgelesen, die 0,58 mm an der unteren (siehe rote Markierungen). Der Messfehler liegt allerdings bei ca. 0,04 mm. Denn zur Ablesegenauigkeit des Nonius von 0,02 mm kommt der Ablesefehler in der gleichen Größenordnung. Im Beispiel liegt der wahre Wert also zwischen 3,54 mm und 3,62 mm.

### Berechnung
Je nach Anwendungszweck und gewünschter Genauigkeit gibt es unterschiedlich unterteilte Nonien. Nachfolgend wird beispielhaft vom weit verbreiteten 1/10-Nonius ausgegangen.
Beim 1/10-Nonius ist jede Nonius-Längeneinheit auf {\displaystyle \left(1\,{\text{LE}}-{\tfrac {1}{10}}\,{\text{LE}}\right)={\tfrac {9}{10}}\,{\text{LE}}} einer Hauptskalenlängeneinheit ({\displaystyle {\text{LE}}}) verkürzt. Die Skala des Nonius hat dann zehn Teilstriche, womit jeder dieser Teile {\displaystyle {\tfrac {9}{10}}\,{\text{LE}}\cdot {\tfrac {1}{10}}={\tfrac {9}{100}}\,{\text{LE}}} lang ist. Mit jedem Teil auf dem Nonius fehlt also genau ein Hundertstel zum nächsten Zehntel auf dem Maßstab.
Anders dargestellt: {\displaystyle \left(1\,{\text{LE}}-{\tfrac {1}{10}}\,{\text{LE}}\right)\cdot {\tfrac {1}{10}}={\tfrac {1}{10}}\,{\text{LE}}-{\tfrac {1}{100}}\,{\text{LE}}}.
Daher kann eine Marke auf dem Nonius erst dann einer Marke des Maßstabs exakt gegenüberliegen, wenn die Ablesemarke, d. i. die Null-Marke des Nonius, um den entsprechenden Differenzbetrag verschoben wurde. Liegt die Ablesemarke beispielsweise {\displaystyle {\tfrac {3}{100}}\,{\text{LE}}} hinter einer Zehntel-Marke, so kommt erst die dritte Marke des Nonius zur Deckung mit einem Teilstrich des Maßstabs. Die Strecke von der Ablesemarke bis zu jener Marke auf dem Nonius ist nämlich {\displaystyle 3\cdot {\tfrac {9}{100}}\,{\text{LE}}={\tfrac {27}{100}}\,{\text{LE}}} lang. Denn es ist: {\displaystyle {\tfrac {27}{100}}\,{\text{LE}}+{\tfrac {3}{100}}\,{\text{LE}}={\tfrac {3}{10}}\,{\text{LE}}}

### Weitere Skalen
Die Skala ist nicht auf eine Unterteilung in 10 Teile beschränkt. Um die Ablesegenauigkeit zu erhöhen, kann die Nonius-Skala auch gestreckt werden:
Unterteilt man sie beispielsweise in 20 Teile, beträgt die Streckung {\displaystyle \left(2\,{\text{LE}}-{\tfrac {1}{10}}\,{\text{LE}}\right)={\tfrac {19}{10}}\,{\text{LE}}}. Die Teilstriche haben hier einen Abstand von {\displaystyle {\tfrac {19}{10}}\,{\text{LE}}\cdot {\tfrac {1}{20}}=0{,}095\,{\text{LE}}}, und die Messgenauigkeit liegt bei {\displaystyle {\tfrac {1}{20}}\,{\text{LE}}}.
Unterteilt man die Skala hingegen in 40 Teile, beträgt die Streckung {\displaystyle \left(4\,{\text{LE}}-{\tfrac {1}{10}}\,{\text{LE}}\right)={\tfrac {39}{10}}\,{\text{LE}}}
Die einzelnen Teilstriche haben dann einen Abstand von {\displaystyle {\tfrac {39}{10}}\,{\text{LE}}\cdot {\tfrac {1}{40}}=0{,}0975\,{\text{LE}}}. Die Genauigkeit, mit der gemessen werden kann, erhöht sich in diesem Fall auf {\displaystyle {\tfrac {1}{40}}\,{\text{LE}}}.
Auch andere Unterteilungen mit anderen Streckungen und damit andere Ablesegenauigkeiten sind möglich. Im Rahmen der Meß- und Ablesegenauigkeit bzw. der Fehlergrenzen gibt es stets genau einen Strich auf dem Nonius, welcher genau einem Teilstrich der Hauptskala gegenüberliegt. Üblich sind neben 1/10 auch die Teilungsdifferenzen von 1/20 und 1/50. Mit 1/50 ist die Ablesbarkeit durch das menschliche Auge ausgeschöpft, und auch Messfehler durch geringes Verkanten oder ein minimales Verformen des Messgerätes setzen mit abnehmender Teilungsdifferenz der Aussagekraft der Messung Grenzen.
Das zugrundeliegende Prinzip des Nonius beruht auf der besonderen Eigenschaft der Neunerreihe, dass die Differenz zwischen einem jeden Folgeglied der Reihe und der nächsthöheren Dekade zyklisch und aufsteigend geordnet stets alle Zahlen von Null bis Neun durchläuft, wodurch das entsprechende Vielfache des Noniuswertes immer mit der jeweiligen Nachkommastelle der Hauptskala übereinstimmt.
Prinzipiell ist es deshalb nicht möglich, Nonius-Skalen zu konstruieren, die z. B. auf der Einer-, Dreier- oder Siebenerreihe aufbauen.

### Komparatorprinzip
Eine genauere Messung wäre auch dann möglich, wenn das Abbesche Komparatorprinzip erfüllt ist: Prüfstück und Prüfgerät (bzw. dessen Skale) müssen auf einer Achse liegen. Außerdem muss die Ablesung des Messwertes senkrecht zur Messskala erfolgen, um Parallaxenfehler bei der Ablesung zu vermeiden.
Bei der bekanntesten Anwendung des Nonius, dem Messschieber, ist das Abbesche Komparatorprinzip nicht erfüllt. Dennoch ist er auf Grund seiner Einfachheit auch heute noch das preiswerteste und verbreitetste Messgerät des Mechanikers und Technikers.

## Weiterentwicklungen für höhere Genauigkeiten
Früher wurde der Nonius häufig verwendet, z. B. auch bei den Theodoliten. An diesen werden seit etwa 1930 Glasskalen und Messmikroskope mit Mikrometern verwendet, was die Genauigkeit auf mindestens 1 % der Skalenstriche erhöht. Noch genauer wurde die Ablesung durch das Doppelkreis-Prinzip (zwei konzentrische Skalen).
Neuere Tachymeter haben meist ebenso wie (sehr preisgünstige) Messschieber optoelektronische Ablesevorrichtungen (mit etwa 5- bis 10-fach besserer Genauigkeit als der einfache Nonius).